# Martina Ertl
Martina Ertl (* 12. September 1973 in Bad Tölz) ist eine ehemalige deutsche Skirennläuferin. Um die Jahrtausendwende gehörte sie mehr als zehn Jahre zu den weltweit besten Athletinnen. Sie gewann drei olympische Medaillen, wurde zweimal Weltmeisterin und mehrfach Deutsche Meisterin. In den Jahren 1996 und 1998 konnte sie jeweils die Riesenslalom-Disziplinenwertung des Skiweltcups für sich entscheiden. Insgesamt gewann sie 14 Weltcuprennen in drei verschiedenen Disziplinen und erzielte in allen fünf Disziplinen mindestens einen Podestplatz (total 57).

## Biografie

### Bis 1998
Ertl wuchs in Lenggries auf, wo die Eltern einen Bauernhof betrieben. Ihr zwei Jahre jüngerer Bruder Andreas Ertl war ebenfalls Skirennläufer.
Als Zweieinhalbjährige stand sie erstmals auf Skiern, als 6-Jährige trat sie dem örtlichen Skiclub bei und nahm an Kinderrennen teil. Sie absolvierte das Skigymnasium der Christophorusschule in Berchtesgaden und erhielt anschließend beim Bundesgrenzschutz eine Polizei-Ausbildung, was ihr genügend Zeit für das Training ließ. Im Alter von 15 Jahren wurde sie in den Nachwuchskader des DSV aufgenommen, bei den Juniorenweltmeisterschaften hatte sie ihren ersten internationalen Auftritt.
Erste Erfolge feierte Ertl bei den Juniorenweltmeisterschaften 1991 in den norwegischen Orten Geilo und Hemsedal, wo sie Zweite im Riesenslalom und Dritte in der Kombination wurde. Im selben Jahr überraschte sie als deutsche Slalom-Meisterin. Ihre ersten Weltcuprennen bestritt sie in der Saison 1991/92. Am 8. Dezember 1991 fuhr sie erstmals in die Punkteränge, als sie den Riesenslalom in Santa Caterina auf dem zehnten Platz beendete. Bei den Olympischen Winterspielen 1992 kam sie im Slalom zum Einsatz, den sie auf dem 15. Platz beendete.
Den Durchbruch schaffte Ertl in der Saison 1992/93, als es ihr gelang, in allen fünf Disziplinen zu punkten. Bei den Weltmeisterschaften 1993 gewann sie im Riesenslalom die Bronzemedaille. In der darauf folgenden Saison gab es eine weitere Leistungssteigerung. Am 11. Dezember 1993 (Riesenslalom in Veysonnaz) erzielte sie auch im Weltcup den ersten Podestplatz. Erfolgreich verliefen für sie die Olympischen Winterspiele 1994: Sie wurde Zweite im Riesenslalom und verpasste als Vierte der Abfahrt eine weitere Medaille nur knapp. Ebenfalls im Riesenslalom gelang ihr am 19. März 1994 in Vail der erste Weltcupsieg. In der Saison 1994/95 kamen zwei weitere Siege hinzu.
Mit drei Siegen und zwei weiteren Podestplätzen erwies sich Ertl in der Saison 1995/96 als beste Riesenslalomläuferin und entschied die Weltcup-Disziplinenwertung für sich; hinzu kam der erste Sieg in einem Super-G. In der Gesamtwertung musste sie sich nur ihrer Teamkollegin Katja Seizinger geschlagen geben. Nicht ganz ihrer Favoritenrolle gerecht werden konnte sie bei den Weltmeisterschaften 1996 in der Sierra Nevada, wo sie im Riesenslalom Dritte wurde (nach dem ersten Lauf hatte sie noch auf dem 14. Platz gelegen; sie hatte die Zeitnehmung zu früh ausgelöst).
Wegen zweier Innenbandanrisse musste Ertl in der Saison 1996/97 mehrere Wochen pausieren und konnte nicht ihr gewohntes Leistungsniveau erreichen. Bei den Weltmeisterschaften 1997 in Sestriere kam sie nicht über einen 12. Platz hinaus. Nach vier Siegen im Januar 1998 galt sie vor den Olympischen Winterspielen 1998 in Nagano in mehreren Disziplinen als Favoritin. Mit der Silbermedaille in der Kombination und zwei vierten Plätzen blieb sie jedoch unter den hohen Erwartungen. Ende der Saison sicherte sie sich zum zweiten Mal den Gewinn der Riesenslalom-Disziplinenwertung und war hinter Seizinger wiederum Zweite der Gesamtwertung.

### Ab 1999
Nach Seizingers Rücktritt fiel Ertl die Rolle der Teamleaderin zu, der sie sich jedoch nicht gewachsen fühlte. Siege bei Weltcuprennen blieben in der Saison 1998/99 aus, die Weltmeisterschaften 1999 endete mit zwei fünften Plätzen eher enttäuschend. Verletzungsbedingt musste sie die Saison Ende Februar abbrechen. Erneute Knieprobleme und der daraus resultierende Trainingsrückstand wirkten sich negativ auf den Verlauf der Saison 1999/2000 aus. Zudem hatte Ertl Mühe bei der Umstellung auf die Carvingtechnik, die sich damals im Skiweltcup durchzusetzen begann.
Am 28. Oktober 2000 gewann Ertl – angesichts der Probleme der letzten Jahre eher überraschend – in Sölden das erste Rennen der Saison 2000/01 (dies nach Rang 17 im ersten Lauf, was bislang die größte Rangverbesserung bei den Damen in dieser Disziplin darstellt). Es folgten weitere Podestplätze, Ende Dezember stürzte sie aber in Semmering schwer. Sie musste daraufhin eine mehrwöchige Pause einlegen, wodurch die Teilnahme an den Weltmeisterschaften 2001 gefährdet schien. In St. Anton profitierte sie vom Ausfall mehrerer Favoritinnen im Kombinationswettbewerb und wurde unerwartet Weltmeisterin. Die nicht ganz ausgeheilte Knieverletzung erforderte im Sommer 2001 eine Nachbehandlung, was sich in einem erneuten Trainingsrückstand und der bisher schlechtesten Weltcupsaison niederschlug. Umso überraschender kam daher der Gewinn der Kombinations-Bronzemedaille bei den Olympischen Winterspielen 2002. Dafür wurde sie am 6. Mai 2002 mit dem Silbernen Lorbeerblatt ausgezeichnet.
Die Saison 2002/03 verlief für Ertl wieder beschwerdefrei und sie konnte im Weltcup wieder vier Podestplätze herausfahren. Bei den Weltmeisterschaften 2003 in St. Moritz blieb sie aber ohne Medaille. Zu Beginn der Saison 2003/04 gewann Ertl den Riesenslalom in Sölden; dabei handelte es sich um ihren letzten Sieg in einem Weltcuprennen. Den letzten Höhepunkt ihrer Karriere erlebte Ertl bei den Weltmeisterschaften 2005 in Santa Caterina: Als Vierte des Riesenslaloms verpasste sie zwar knapp eine Medaille, doch gewann sie am letzten Tag der Veranstaltung die Goldmedaille im erstmals ausgetragenen Mannschaftswettbewerb (auch ihr Bruder Andreas gehörte der siegreichen deutschen Mannschaft an).
Im Juli 2005 erhielt Ertl den Bayerischen Sportpreis in der Kategorie „Botschafter des bayerischen Sports“. Im Februar 2006, bei ihrer letzten Teilnahme an Olympischen Spielen, kam sie in der Kombination auf den siebten Platz. Das letzte Weltcuprennen, den Riesenslalom am 18. März 2006 in Åre, beendete sie als Achte. Mit insgesamt 430 gefahrenen Weltcuprennen hält Ertl den Weltrekord. In 188 dieser Rennen klassierte sie sich unter den besten Zehn.

### Privates
Am 18. Juni 2005 heiratete Ertl in Lenggries den Sportartikelhändler und ehemaligen Triathleten Sven Renz, den sie zwei Jahre zuvor kennengelernt hatte. Zu den Hochzeitsgästen gehörten mehrere Alpin-Athleten des DSV. Ihre letzte Weltcupsaison bestritt sie unter dem Namen Ertl-Renz. Seit dem Rücktritt führte sie zusammen mit ihrem Ehemann ein Spezialgeschäft für Ski- und Laufschuhe in München. 2007 wurde sie Mutter einer Tochter und 2009 eines Sohns. 2020 gab Ertl-Renz die Trennung von ihrem Mann bekannt.

## Erfolge

### Olympische Spiele
- Albertville 1992: 15. Slalom
- Lillehammer 1994: 2. Riesenslalom, 4. Abfahrt, 5. Kombination, 14. Slalom
- Nagano 1998: 2. Kombination, 4. Riesenslalom, 4. Slalom, 7. Super-G
- Salt Lake City 2002: 3. Kombination, 5. Slalom, 11. Super-G
- Turin 2006: 7. Kombination, 15. Riesenslalom, 16. Super-G

### Weltmeisterschaften
- Morioka 1993: 3. Riesenslalom, 12. Super-G, 17. Slalom
- Sierra Nevada 1996: 3. Riesenslalom, 8. Kombination, 8. Super-G
- Sestriere 1997: 12. Riesenslalom, 16. Super-G
- Vail/Beaver Creek 1999: 5. Riesenslalom, 5. Super-G, 10. Abfahrt
- St. Anton 2001: 1. Kombination
- St. Moritz 2003: 6. Kombination, 10. Riesenslalom, 11. Super-G
- Bormio 2005: 1. Mannschaftswettbewerb, 4. Riesenslalom, 7. Kombination

### Weltcupwertungen
Martina Ertl gewann zweimal die Disziplinenwertung im Riesenslalom.
| Saison  | Gesamt | Gesamt | Abfahrt | Abfahrt | Super-G | Super-G | Riesenslalom | Riesenslalom | Slalom | Slalom | Kombination | Kombination |
| Saison  | Platz  | Punkte | Platz   | Punkte  | Platz   | Punkte  | Platz        | Punkte       | Platz  | Punkte | Platz       | Punkte      |
| ------- | ------ | ------ | ------- | ------- | ------- | ------- | ------------ | ------------ | ------ | ------ | ----------- | ----------- |
| 1991/92 | 65.    | 96     | –       | –       | –       | –       | 23.          | 96           | –      | –      | –           | –           |
| 1992/93 | 7.     | 605    | 25.     | 100     | 15.     | 99      | 3.           | 278          | 38.    | 38     | 5.          | 90          |
| 1993/94 | 5.     | 943    | 20.     | 92      | 15.     | 129     | 5.           | 360          | 4.     | 312    | 7.          | 50          |
| 1994/95 | 4.     | 985    | 26.     | 77      | 5.      | 237     | 4.           | 333          | 3.     | 278    | 3.          | 60          |
| 1995/96 | 2.     | 1059   | 33.     | 45      | 3.      | 355     | 1.           | 485          | 12.    | 194    | –           | –           |
| 1996/97 | 9.     | 620    | 31.     | 34      | 5.      | 248     | 7.           | 207          | 18.    | 131    | –           | –           |
| 1997/98 | 2.     | 1508   | 21.     | 68      | 4.      | 259     | 1.           | 591          | 5.     | 320    | 2.          | 140         |
| 1998/99 | 4.     | 987    | 12.     | 181     | 3.      | 340     | 8.           | 270          | 19.    | 116    | 6.          | 80          |
| 1999/00 | 9.     | 701    | 8.      | 243     | 11.     | 174     | 14.          | 193          | 23.    | 91     | –           | –           |
| 2000/01 | 7.     | 776    | 42.     | 14      | 9.      | 156     | 6.           | 260          | 3.     | 346    | –           | –           |
| 2001/02 | 31.    | 288    | 39.     | 17      | 15.     | 97      | 45.          | 17           | 14.    | 157    | –           | –           |
| 2002/03 | 5.     | 922    | 23.     | 67      | 9.      | 267     | 8.           | 280          | 9.     | 228    | 2.          | 80          |
| 2003/04 | 7.     | 770    | 26.     | 72      | 13.     | 169     | 9.           | 230          | 7.     | 299    | –           | –           |
| 2004/05 | 11.    | 645    | 29.     | 39      | 10.     | 224     | 7.           | 230          | 12.    | 152    | –           | –           |
| 2004/05 | 11.    | 645    | 29.     | 39      | 10.     | 224     | 7.           | 230          | 12.    | 152    | –           | –           |
| 2005/06 | 16.    | 465    | 54.     | 5       | 14.     | 161     | 13.          | 171          | 23.    | 70     | 7.          | 58          |

### Weltcupsiege
Insgesamt errang Ertl 57 Podestplätze, davon 14 Siege:
| Datum             | Ort                    | Land        | Disziplin    |
| ----------------- | ---------------------- | ----------- | ------------ |
| 19. März 1994     | Vail                   | USA         | Riesenslalom |
| 15. Januar 1995   | Garmisch-Partenkirchen | Deutschland | Slalom       |
| 25. Februar 1995  | Maribor                | Slowenien   | Riesenslalom |
| 16. November 1995 | Vail                   | USA         | Super-G      |
| 8. Dezember 1995  | Val-d’Isère            | Frankreich  | Riesenslalom |
| 21. November 1995 | Veysonnaz              | Schweiz     | Riesenslalom |
| 5. Januar 1996    | Maribor                | Slowenien   | Riesenslalom |
| 10. Januar 1998   | Bormio                 | Italien     | Riesenslalom |
| 18. Januar 1998   | Zauchensee             | Österreich  | Super-G      |
| 25. Januar 1998   | Cortina d’Ampezzo      | Italien     | Riesenslalom |
| 28. Januar 1998   | Åre                    | Schweden    | Riesenslalom |
| 1. März 1998      | Saalbach-Hinterglemm   | Österreich  | Slalom       |
| 28. Oktober 2000  | Sölden                 | Österreich  | Riesenslalom |
| 25. Oktober 2003  | Sölden                 | Österreich  | Riesenslalom |

### Juniorenweltmeisterschaften
- Zinal 1990: 6. Abfahrt, 7. Super-G, 9. Slalom
- Geilo/Hemsedal 1991: 2. Riesenslalom, 3. Kombination, 7. Slalom, 8. Super-G, 34. Abfahrt
- Maribor 1992: 4. Riesenslalom, 4. Kombination, 7. Slalom, 9. Super-G, 20. Abfahrt

### Deutsche Meistertitel
Martina Ertl wurde 13-fache Deutsche Meisterin:
- 5 × Slalom: 1991, 1994, 1995, 1998, 2002
- 7 × Riesenslalom: 1993, 1996, 1997, 2000, 2003, 2004, 2005
- 1 × Super-G: 2003

## Quelle
- Internationales Sportarchiv, Ausgabe 49/2005 (Munzinger-Archiv)